# Alibi
Pour les articles homonymes, voir Alibi (homonymie).
Un alibi (ailleurs en latin) est une réponse ou un mode de défense d'une personne soupçonnée d'un crime ou délit, qui proteste de son innocence en prétendant avoir été dans un autre lieu au moment des faits reprochés.

## Agences d'alibi
Des agences d'alibi sont apparues au Japon dans les années 1990 et plus tard en Europe. Ces agences fournissent de faux justificatifs qui permettent à leur client d'expliquer une absence, pour cacher un adultère par exemple. Ces agences ont fait l'objet du film The Alibi sorti en 2006.

## Droit par pays

### Droit canadien
En droit canadien, l'arrêt de principe en matière de défense d'alibi est R. c. Cleghorn. Cet arrêt énonce que la défense d'alibi doit être communiquée en temps opportun et elle doit être suffisamment précise pour permettre sa vérification par les autorités.  Pour qu'une défense d'alibi soit présentée, il faut qu'elle soit communiquée suffisamment tôt dans la procédure pénale, par exemple à l'enquête préliminaire ou à l'enquête sur remise en liberté, au moyen d'une déclaration à l'effet que l'accusé n'était pas sur les lieux du crime et incluant les noms des témoins de l'alibi. Le défaut de présenter une défense d'alibi en temps opportun n'annule pas ce moyen de défense, mais cela nuit à la crédibilité de l'alibi et le juge peut même en tirer une conclusion défavorable.
Si le juge n'a simplement pas cru l'alibi, il ne peut pas en déduire une preuve de culpabilité. Il s'agit d'un alibi non cru et il est neutre sur le plan de la force probante. En revanche, lorsqu'il existe une preuve à l'effet que l'accusé a fabriqué un alibi dans le but d'induire le tribunal en erreur, cela permet au juge de déduire que l'accusé avait une conscience coupable, d'après l'arrêt R. c. Hibbert de la Cour suprême du Canada.